# Radikalische Addition
Eine Radikalische Addition ist ein Reaktionstyp der organischen Chemie, bei dem einem Molekül mit einer Kohlenstoff-Kohlenstoff-Mehrfachbindung Atome oder Atomgruppen hinzugefügt (addiert) werden. Diese chemische Reaktion wird durch Radikale gestartet und verläuft, sofern sie nicht gestoppt wird, als Radikalkettenreaktion. Der Ablauf ist analog zur Radikalischen Substitution.
Zum Start der Reaktion werden so genannte Initiatoren benötigt, mit deren Hilfe die ersten Radikale erzeugt werden. Dazu eignen sich Peroxide. Stattdessen vermögen aber auch Licht oder hohe Temperaturen die radikalische Addition zu starten. Die radikalische Addition folgt nicht der Markownikow-Regel, weshalb man auch von anti-Markownikow-Produkten spricht.